# 나인 (2005년 영화)
나인(9)은 미국에서 제작된 쉐인 액커 감독의 2005년 애니메이션 영화이다.

## 수상 및 후보
수상
- 스튜던트 아카데미상 - 애니메이션 금상
- SIGGRAPH - 베스트 인 쇼

후보
- 아카데미상 - 아카데미 단편 애니메이션상